# Lourmel (metropolitana di Parigi)
Lourmel è una stazione della metropolitana di Parigi sulla linea 8, sita nel XV arrondissement.

## La stazione
La stazione venne aperta nel 1937 ed il suo nome ricorda il generale Frédéric Henri Le Normand de Lourmel (1811-1854) che cadde nella battaglia di Inkerman in cui i franco-britannici ebbero la meglio sulle armate russe di Menchikov durante la guerra di Crimea. La strada che porta il suo nome è l'antica strada che portava da Grenelle a Issy-les-Moulineaux.

## Interconnessioni
- Bus RATP - 42